# Черкаський автобус (підприємство)
Публічне акціонерне товариство «Черкаський автобус» — автомобілебудівне підприємство з виробництва автобусів, розташоване у місті Черкаси, Україна.

## Історія

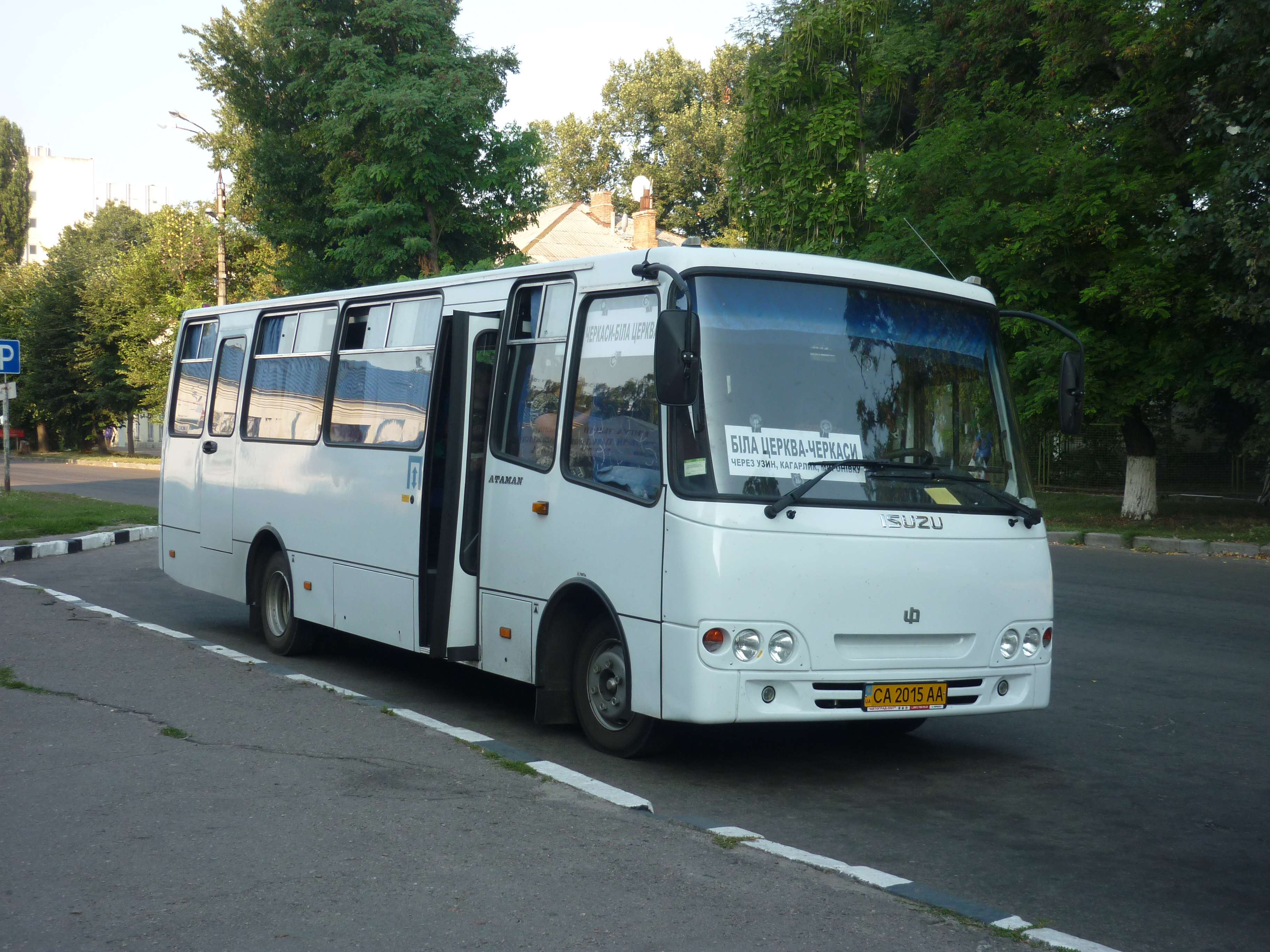
Автобус Ataman А09314

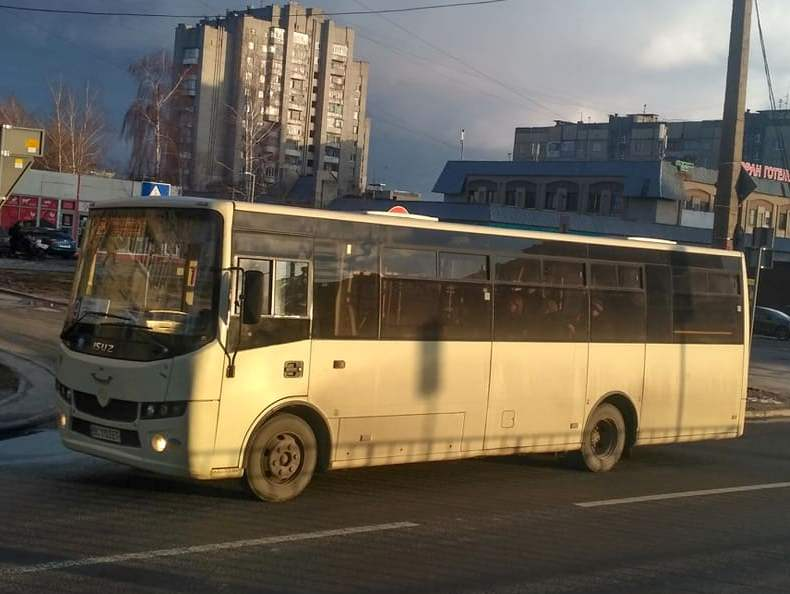
Автобус Ataman А092H6

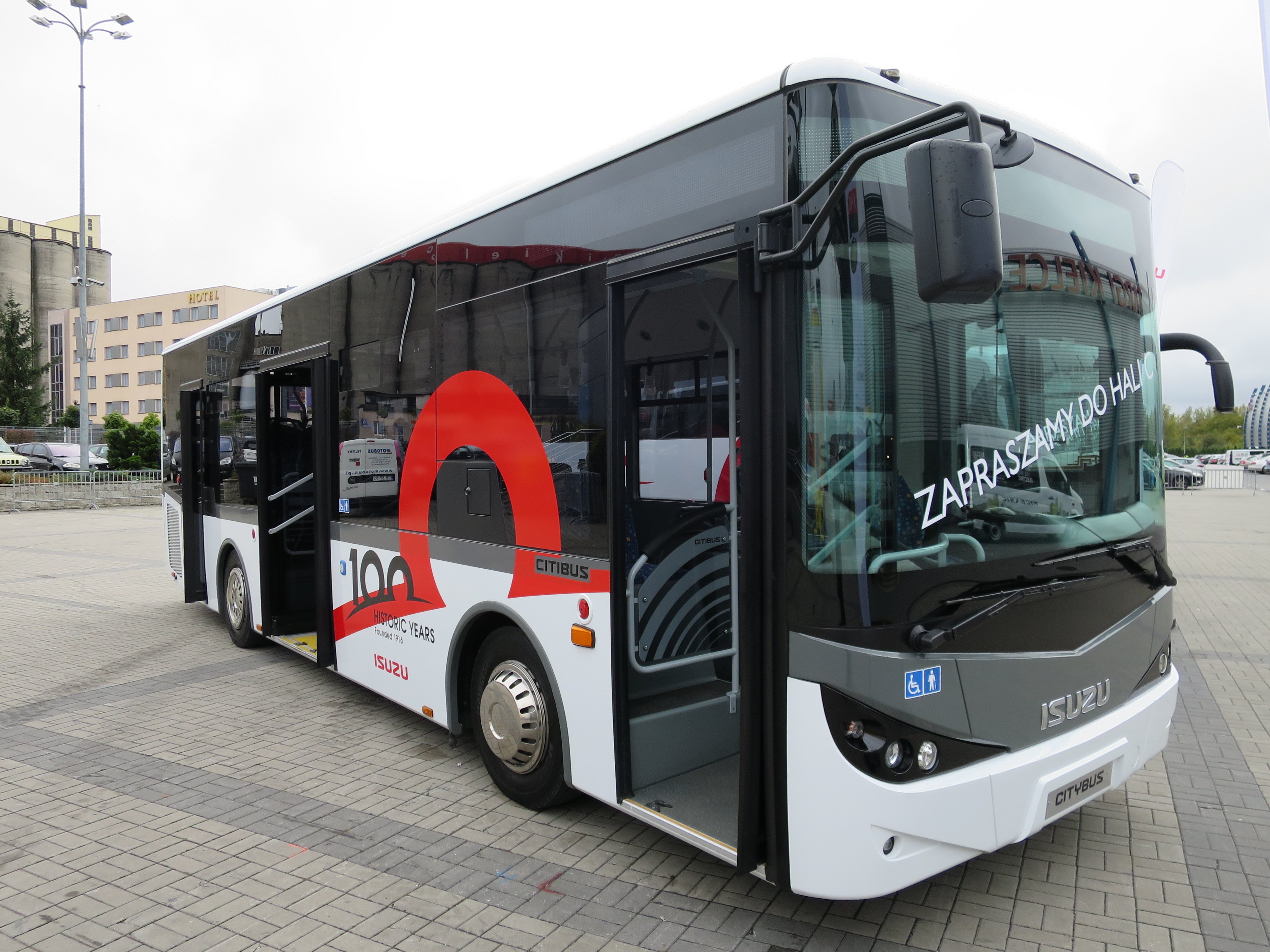
Автобус Ataman А140 (Isuzu Citibus)

З середини 1960-х років Черкаський авторемонтний завод (ЧАРЗ) спеціалізувався на ремонті автобусів ПАЗ, пізніше збирав причепи та мікроавтобуси «Газель». 1999 року після реконструкції завод був перетворений на Публічне акціонерне товариство «Черкаський автобус», яке одразу увійшло до складу корпорації «Богдан» і розпочало випуск автобусів марки Богдан. Загальний дизайн і конструкцію кузовів для них створює львівський інститут «Укравтобуспром». З того часу завод став лідером автобусобудівної галузі в Україні, а міські автобуси заводу користуються великим попитом як в Україні, так і за кордоном. На сьогодні завод виготовляє різноманітні автобуси на платформі Isuzu, зокрема Богдан А092 — один із популярних міських автобусів середнього розміру в Україні.
У 2011 році підприємство було виведено з корпорації «Богдан» шляхом продажу контрольного пакета акцій компанії з управління активами «Ізі Лайф». Того ж року ПАТ Черкаський автобус підписав угоду з японською фірмою Isuzu щодо використання власної торгової марки.
2012 року у зв'язку з виходом підприємства із складу корпорації керівництво компанії ПАТ «Черкаський автобус» заявило про ребрендинг своєї продукції. Після рестайлінгу автобуси, що випускаються заводом, називаються «Ataman».

## Продукція
«Черкаський Автобус» виробляє автобуси модельних рядів Богдан А092, Богдан А093 та Ataman А092, Ataman А093 різних модифікацій — для міських, приміських та міжміських перевезень пасажирів. Модельний ряд представлений міськими, міжміськими, туристичними, шкільними автобусами, автобусами для перевезення оперативних загонів МНС та гірничо-рятувальних команд. На заводі також виготовляють спеціальні автобуси під мобільний рентгено-флюорографічний кабінет «Квант».
Крім того, на заводі виробляють комерційні автомобілі(CV).Так, у 2018 році з 488 виготовлених транспортних засобів 47 - комерційні авто.
| Роки випуску                                 | 2011 | 2012 | 2013 | 2014 | 2015 | 2016 | 2017 | 2018 |
| -------------------------------------------- | ---- | ---- | ---- | ---- | ---- | ---- | ---- | ---- |
| Кількість випущених автотранспортних засобів | 857  | 825  | 547  | 408  | 388  | 203  | 389  | 488  |